# Božena Němcová
Božena Němcová (ˈboʒɛna ˈɲɛmtsovaːⓘ) (Alservorstadt, 4 februari 1820 – Praag, 21 januari 1862) was een Tsjechisch schrijfster en dichteres. Haar werk wordt geclassificeerd tussen de genres romantiek en realisme. Ze wordt door de Tsjechen liefkozend de Moeder der Tsjechische literatuur genoemd. Ze was een van de schrijfsters binnen de beweging Tsjechische nationale wedergeboorte. Babička en Divá Bára behoren tot haar bekendste werken. Haar werk is in meer dan twintig talen vertaald en een aantal van haar sprookjes zijn verfilmd. Němcová's portret staat op het Tsjechische 500 kronen-bankbiljet. Němcová werd verkozen als 10e in de televisieshow Největší Čech (De Grootste Tsjech). Op 4 februari 2020, Němcová's 200e geboortedag, stond zij op de cover van het Tsjechische weekblad Respekt. In 2021 werd een Tsjechische miniserie over het leven van Němcová uitgebracht.

## Biografie

### Buitenechtelijk kind
Němcová werd geboren op 4 februari 1820 te Alservorstadt in Oostenrijk, toentertijd onderdeel van het Keizerrijk Oostenrijk, als het buitenechtelijk kind van de Oostenrijkse koetsier Johann Pankl en het Boheemse dienstmeisje Terezie Novotná. Vader Johann was in dienst bij prinses en hertogin Wilhelmine von Sagan. Moeder Terezie was werkzaam als dienstmeisje in de herberg van haar tante in Alservorstadt. Němcová is gedoopt als: Barbora Novotná, vernoemd naar haar peettante herbergierster Barbara Hauptmann, op 5 februari 1820 in de Heilige Drie-eenheidskerk in Alservorstadt. Alservorstadt is tegenwoordig een stadsdeel van de stad Wenen dat is opgedeeld in de districten Josefstadt en Alsergrund. De exacte geboortedatum van Němcová is onbekend. Historici twijfelen tussen de jaartallen 1817 en 1820. Vooralsnog is de consensus onder historici dat Němcová is geboren op 4 februari 1820 in de toenmalige zelfstandige gemeente Alservorstadt. Kort na de dopingsceremonie zijn de ouders van Němcová vertrokken naar het dorpje Ratibořice in het noorden van Tsjechië. Terezie Novotná kreeg een baan als wasvrouw in de huishouding van de hertogin. Op 7 augustus 1820 zijn Němcová's ouders in Malá Skalice, tegenwoordig een wijk in de stad Česká Skalice, in het huwelijk getreden, waardoor haar geboorte alsnog is gelegitimeerd. Na dit huwelijk voerde zij de naam Barbora 'Betty' Panklová naar de achternaam van haar vader.

### Jeugd
Němcová werd van 1825 tot 1829 deels opgevoed door haar maternale grootmoeder Magdalena Notvotná (1770-1841). Zij was een volkse vrouw uit Náchod die enkel Tsjechisch sprak en leerde Němcová eenvoud en zuinigheid. Zij bracht haar de liefde voor het Tsjechische volk en de Tsjechische taal bij wat later een grote rol zou gaan spelen in haar literaire werk. Ze groeide op in de landelijke omgeving van het kasteel Ratibořice dat onderdeel is van de stad Česká Skalice in de vallei van rivier de Úpa, in het Reuzengebergte, in noordoost Bohemen, van het hedendaagse Tsjechië. In haar grotendeels Duitstalige jeugd ontwikkelt Němcová een voorlierfde voor Duitstalige schrijvers als Friedrich Schiller en Heinrich Heine, tevens schreef ze zelf gedichten. Het was een idyllische wereld waarin zij gelukkig was. Die omgeving in combinatie met de warme band die zij had met haar grootmoeder, hebben model gestaan voor haar beroemdste werk: Babička (Grootmoeder).

### Huwelijk en kinderen

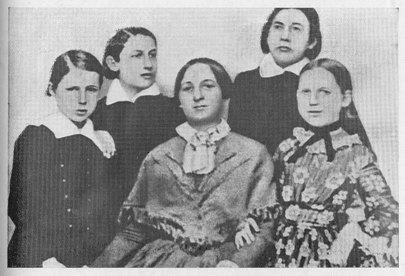
Božena Němcová met haar kinderen: Jaroslav, Karel, Hynek, en Dora. (1852)

Op 12 september 1837 in de Sint-Jacobuskerk in Červený Kostelec, treedt de 17-jarige Němcová in het huwelijk met de 32-jarige belastingambtenaar Josef Němec (1805-1879), en hij was tevens actief in Tsjechisch patriottistische kringen. Het betrof een gearrangeerd en uiteindelijk ongelukkig huwelijk. Němcová's ouders wilden dat ze zou huwen, omdat zij zich zorgen maakten, dat Němcová als jong en aantrekkelijk meisje, veel aandacht kreeg van de aristocratische jongemannen en zij wilden voorkomen dat ze zou bezwijken voor de passie van een impulsieve jeugdliefde. Josef was een Tsjechisch patriot en een aanhanger van het panslavisme, hij was 14 jaar ouder en zijn strenge persoonlijkheid sloot niet goed aan bij dat van een dromerig en poëzieminnend meisje. Als belastingambtenaar moest hij bijna jaarlijks van standplaats verwisselen en dus verhuisde het gezin frequent. Na de huwelijksceremonie woonden ze van september 1837 tot april 1838 in Červený Kostelec. Hierna verhuisden ze naar Litomyšl (1839-1840) en daarna naar Polná (1840-1842) in de regio Vysočina om uiteindelijk, nadat Josef was gepromoveerd, een tussenstop van drie jaar te maken in Praag (1842-1845). In deze periode krijgen zij samen in totaal vier kinderen, waarvan: één dochter Theodora 'Dora' Němecová (19 juni 1841) en drie zonen: Hynek (6 augustus 1838), Karel (18 oktober 1839), en Jaroslav 'Jarous' Němec (2 oktober 1842). De geboorte van Jaroslav kwam met ernstige complicaties en Němcová kreeg het dringende advies niet meer zwanger te worden.

### Polná en naamsverandering
In de eerste helft van de 19e eeuw was in het Keizerrijk Oostenrijk het Duits de dominante voertaal en werd de Tsjechische taal en de cultuur de facto onderdrukt. Geleidelijk begonnen meer Tsjechen zich hiertegen te verzetten en zij streefden naar meer autonomie binnen het keizerrijk. Josef was een overtuigd Tsjechisch nationalist en stond erop dat louter Tsjechisch werd gesproken in het gezin en drong er bij Němcová op aan om meer Tsjechische literatuur te gaan lezen. In Polná, alwaar zij verkeerde in patriotistische kringen, moedigen men haar eveneens aan om meer in het Tsjechisch te lezen. Tot die tijd had Němcová vooral Duitstalige literatuur gelezen. Het was in Polná alwaar zij besloot om de Tsjechische voornaam Božena te gaan voeren. In de lente van 1841 vernam Němcová dat haar grootmoeder Magdalena Novotná was komen te overlijden hetgeen een grote impact had op haar.

### Praag
Toen Josef in 1842 werd gestationeerd in Praag introduceerde hij Němcová bij de Praagse intelligentsia. Ze kwam in contact met kunstenaars, dichters, wetenschappers en journalisten die de Tsjechische Wedergeboorte een warm hart toedroegen. Němcová, toen een jonge geëmancipeerde vrouw, maakte indruk op hen en zij stimuleerden haar op hun beurt om te gaan schrijven in het Tsjechisch onder andere door de schrijvers Václav Bolemír Nebeský en Karel Jaromír Erben. Němcová gaf toe aan de wens van haar man en stopte met het lezen en schrijven van Duitstalige boeken en gedichten. Ze begon zich te verdiepen in de Tsjechische taal, met als doel haar beheersing van de taal in dictie en grammatica te verbeteren. Hoewel zij tweetalig was opgevoed, was haar beheersing van het Tsjechisch niet op een literair niveau zoals dat wel het geval was bij het Duits. Ze werd een pleitbezorgster van de politieke en culturele emancipatie van de Tsjechen. Een van haar eerste Tsjechische gedichten was getiteld: "Voor Tsjechische Vrouwen" (Tsjechisch: Ženám českým), dat in 1843 verscheen in het tijdschrift Květy (Bloemen). Het riep vrouwen op om politiek bewuster te worden en actief te worden in de nationale beweging. Ze begon in Praag ook met het verzamelen van materiaal voor haar sprookjes die zij tussen 1845 en 1847 publiceerde in zeven volumes onder de titel: Nationale Sprookjes en Legendes (Tsjechisch: Národní báchorky a pověsti). Němcová voelde zich thuis in Praag, ze had er een brede vriendengroep en richtte zich volledig op haar werk als schrijfster. Na drie jaren begon weer een periode van vijf jaar waarin Josef regelmatig werd overgeplaatst naar plaatsen in heel Tsjechië. Eerst naar Domažlice (1845-1847), toen naar Všeruby (1847-1848), vervolgens naar Nymburk (1848-1850) en ten slotte naar Liberec (1850-1851).
| Als ik kon kiezen, zou ik graag opnieuw geboren worden in tweehonderd jaar, of zelfs later, omdat ik niet weet of er dan een wereld zal zijn waarin ik met plezier zou willen leven. — Božena Němcová |

### Gescheiden leven
In 1848 heeft Němcová samen met de Tsjechische dichter Václav Bolemír Nebeský (1818-1882) kortstondig een heimelijke liefdesaffaire, die hij afbrak om te gaan studeren in Wenen. Het huwelijk met Josef was liefdeloos. Het bazige karakter van Josef zorgde frequent voor ruzies. Wanneer in 1851, na een promotie, Josef naar Hongarije gaat, wat in die tijd ook onderdeel was van het Keizerrijk Oostenrijk, gaat Němcová niet met hem mee. Zij gaat samen met de kinderen naar Praag. Aanvankelijk zou Josef eigenlijk worden gestationeerd in Eger, maar na interventie door Němcová werd hij gestationeerd in Miskolc dat toentertijd een grote Slowaakse commune kende. In het voornamelijk Duitstalige Liberec hadden Němcová's kinderen al les van een Tsjechische privéleraar gekregen. Němcová achtte het in het belang van de kinderen, dat zij Tsjechisch onderwijs kregen. Tevens was dit een vlucht uit haar ongelukkige huwelijk. In Praag voorzag ze zich in haar levensonderhoud door huishoudelijk werk te verrichten, kleding te wassen en incidentele schrijfopdrachten. Frequent leefde ze met schulden en was zijn genoodzaakt haar vrienden te vragen om haar financieel te steunen. In sociaal opzicht ging het haar echter goed en ze had contacten met een aantal literaire patriotten die haar bijstonden. Ze is in deze periode in totaal zes keer verhuisd binnen Praag.

### Bezoek aan Josef in Hongarije en het overlijden van Hynek

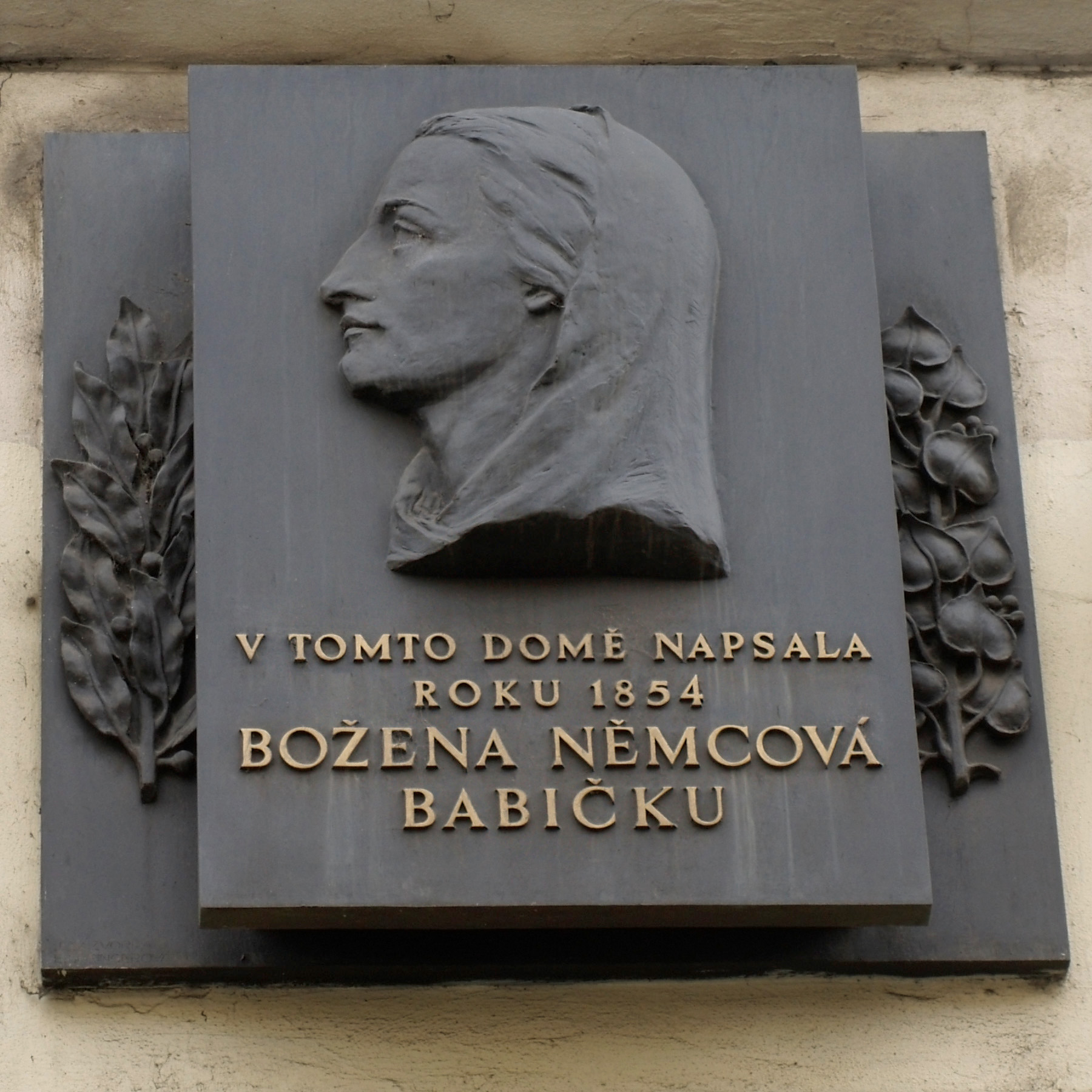
Bronzen plakkaat aan het huis aan Ječná 516-28 in Praag. Němcová begon in dit huis met het schrijven van haar boek: Babička in 1854.

Een aantal keren heeft ze Josef opgezocht in Hongarije. Zo vertrok ze op 9 april 1853 samen met Jaroslav en Dora naar Balassagyarmat alwaar Josef op dat moment was gestationeerd. Haar oudste zonen Karel en Hynek verbleven op dat moment in Praag om hun middelbare school af te maken en woonden bij vriend en schrijver František Šumavský. Josef stond op dat moment onder onderzoek van de keizerlijke autoriteiten, waarbij zijn salaris was gehalveerd en zijn post werd achtergehouden. De autoriteiten hadden vernomen dat Josef respectloos had gesproken over keizer Ferdinand. Daardoor was het vermoeden ontstaan dat hij een patriot en een republikein was met revolutionaire ideeën tegen het keizerrijk. Op 15 oktober 1853 ontving Němcová in Balassagyarmat een brief van František. Hij wees Němcová erop dat haar oudste zoon, Hynek, ernstig ziek was; hij leed aan tuberculose. Němcová is direct naar Praag vertrokken waar zij arriveerde op 17 oktober. Ze vond Hynek daar op zijn sterfbed, hij stierf drie dagen later op 19 oktober 1853, op 15-jarige leeftijd. Němcová begon hierna, deels als vorm van rouwverwerking, met het schrijven van haar magnum opus: Babička.
| Ik had meer dan één bewonderaar — één was verstandig, de ander had een lichaam, een andere intelligentie, maar uiteindelijk heb ik nooit gevonden waar ik naar verlangde: een man aan wie ik mij graag zou onderwerpen. — Allen hadden hun zwakheden. Ik zou geen van hen als echtgenoot kiezen. — Božena Němcová in een brief aan haar echtgenoot Josef Němec; 13 juni 1857 |

### Josefs ontslag, en overlijden

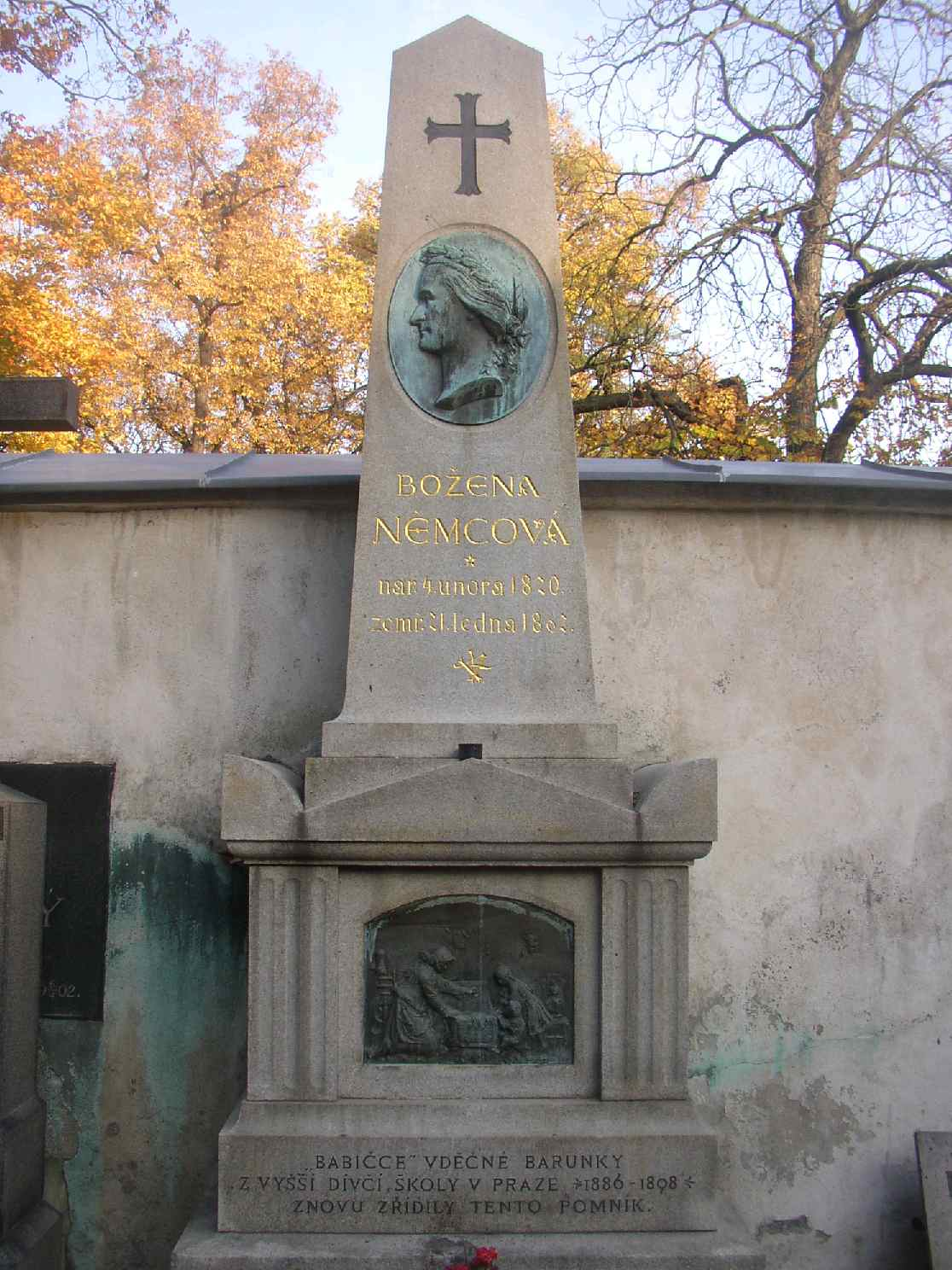
Graf van Božena Němcová op de begraafplaats van Vyšehrad te Praag

In 1856 krijgt Josef een positie aangeboden in Villach, Oostenrijk, nabij de Sloveense grens. Němcová bleef echter in Praag en niet veel later raakte Josef zijn baan kwijt en trok in bij Němcová in Praag op 19 september 1856. Hij was ertoe gedwongen ontslag te nemen nadat hij was beschuldigd van verduistering. In de zomer van 1857 verhuizen ze van het kleine appartement aan de Štěpánskástraat naar Řeznická. Hier kreeg het koppel een grote ruzie over de toekomst van hun zonen Karel en Jaroslav. Josef wilde dat Karel in zijn voetsporen zou treden als belastingambtenaar, Němcová vond dat haar zoon zelf zijn eigen carrière moest kunnen kiezen. De ruzie en het fysieke geweld was dermate ernstig dat de politie tussenbeide moest komen. Naast de vele ruzies werden de laatste jaren van haar leven gekenmerkt door: geldgebrek, politietoezicht en censuur omdat ze te boek stond als een regeringsvijandig schrijfster. Ze heeft veel schrijfopdrachten aangenomen om financiële inkomsten te genereren voor haar gezin en voelde zich een slaaf van de regering en wilde op een gegeven moment zelfs emigreren naar Rusland of de Verenigde Staten. Na een hevige echtelijke ruzie in 1861 weigerde Němcová het nog bij te leggen met Josef. Ze vertrok naar Litomyšl om aldaar haar publicatie van haar oeuvre voor te bereiden. Tevens was haar een toezegging gedaan voor een positie als proeflezer. Dit ging niet als gepland. Němcová was erg ziek en volledig blut door financiële tegenvallers. Josef is haar uiteindelijk komen halen uit Litomyšl en heeft haar teruggebracht naar Praag. Aldaar werd ze bijgestaan door haar dochter Dora en Markyta, de dochter van haar oude vriend František Šumavský. Op 20 januari 1862 schrijft ze een kort verhaal over hen, getiteld: Verpleegsters (Tsjechisch: Ošetřovatelkám). Op 21 januari 1862 komt Němcová te overlijden, waarschijnlijk aan kanker en aan tuberculose. Božena Němcová is 41 jaar oud geworden. Hoewel gestorven in armoede, krijgt ze een indrukwekkende begrafenis, bekostigd door haar vrienden. Němcová ligt begraven op het Vyšehradkerkhof in de wijk Vyšehrad te Praag.

## Speculaties
De Tsjechische historicus Jaroslav Šůla stelt dat Božena Němcova moet zijn geboren op 2 mei 1818 in Silezië, een regio rond rivier de Oder, op het grensgebied van Duitsland, Polen, en Tsjechië. Zijn basis voor deze theorie is de administratie van de basisschool in Česká Skalice. Němcová ging naar deze school van 1824 tot 1830, waardoor het geboortejaar van 1820 in twijfel wordt getrokken. Volgens deze theorie, behoort de geboorteakte uit Alservorstadt van het jaar 1820 toe aan een ander buitenechtelijk kind van Terezie Novotná. Een andere theorie speculeert dat Božena een buitenechtelijk kind was van aristocraten en dat Němcová is afgestaan aan Johann Pankl en Terezie Novotná. Voor deze speculaties bestaan echter geen overtuigende bewijzen.

### Poëzie
| Datum            | Originele Tsjechische titel | vertaling           |
| ---------------- | --------------------------- | ------------------- |
| 5 april 1843     | Ženám českým                | Tsjechische vrouwen |
| 26 juli 1844     | Vodník                      | Vodník              |
| 17 augustus 1844 | Moje vlast                  | Mijn vaderland      |
| 3 september 1844 | Touha                       | Verlangen           |
| 7 september 1844 | Znamení                     | Teken               |
| 4 oktober 1844   | Hvězda má                   | Mijn ster           |
| 1845             | Žežulka                     | Koekoek             |
| 26 juli 1845     | Zasnoubení                  | Verloving           |
| 6 november 1846  | Slavné ráno                 | Glorieuze morgen    |

### Korte verhalen
| Datum             | Originele Tsjechische titel | vertaling                                       |
| ----------------- | --------------------------- | ----------------------------------------------- |
| 16 juni 1846      | Domácí nemoc                | Heimwee                                         |
| 29 september 1846 | Dlouhá noc                  | Lange nacht                                     |
| 2 maart 1847      | Obrázek vesnický            | Beeld van een dorp                              |
| 25 maart 1851     | Čertík                      | Duiveltje                                       |
| 1852              | Baruška                     | Baruška                                         |
| 1854              | Pomněnka šlechetné duše     | Vergeet-mij-nietje van een edele ziel           |
| 1854              | Sestry                      | Zusters                                         |
| 1855              | Karla                       | Karla                                           |
| 1855              | Divá Bára                   | Wilde Bára                                      |
| 1856              | Čtyry doby                  | Vier periodes                                   |
| 1856              | V zámku a v podzámčí        | In een kasteel en in een dorpje bij een kasteel |
| 1856              | Chudí lidé                  | Arme mensen                                     |
| 1858              | Dobrý člověk                | Goed mens                                       |
| 1858              | Chyže pod horami            | De hut onder de berg                            |
| 1859              | Pan učitel                  | De Schoolmeester                                |
| 1862              | Ošetřovatelkám              | Verpleegsters                                   |
| onbekend          | Cesta z pouti               | De weg van de bedevaart                         |

### Tsjechische Sprookjes en Legendes (1845-1847)
Němcová publiceerde haar sprookjes en legendes tussen 1845 en 1847 in zeven volumes.
| Originele Tsjechische titel                              | vertaling                                                         |
| -------------------------------------------------------- | ----------------------------------------------------------------- |
| Neohrožený Mikeš                                         | De onverschrokken Mikeš                                           |
| O Popelce                                                | Over Assepoester                                                  |
| Čertův švagr                                             | De Duivel zijn zwager                                             |
| Sedmero krkavců                                          | Zeven raven                                                       |
| Princ Bajaja                                             | Prins Bajaja                                                      |
| Čert a Káča                                              | De Duivel en Káča                                                 |
| O Perníkové chaloupce                                    | Over een peperkoekenhuisje                                        |
| O princezně se zlatou hvězdou                            | Over een prinses met een gouden ster                              |
| Šternberk                                                | Šternberk                                                         |
| Potrestaná pýcha                                         | Bestrafte trots                                                   |
| O Slunečníku, Měsíčníku a Větrníku                       | Over een parasol, het maanlicht en een windmolentje               |
| O chytré princezně a Spravedlivý Bohumil                 | Over een slimme prinses en de Rechtvaardige Bohumil               |
| Chytrá horákyně                                          | Het slimme bergmeisje                                             |
| O Smolíčkovi                                             | Over Smolíček                                                     |
| O kohoutkovi a slepičce                                  | Over een haan en een kip                                          |
| O zlatém kolovrátku                                      | Over het gouden spinnewieltje                                     |
| O hloupém Honzovi                                        | Over de stomme Jan                                                |
| Alabastrová ručička                                      | De albaster hand                                                  |
| O mluvicím ptáku, živé vodě a třech zlatých jabloních    | Over een pratende vogel, levendig water en drie gouden appelbomen |
| O Nesytovi                                               | Over Nesyta                                                       |
| Pohádka bez konce                                        | Een sprookje zonder einde                                         |
| Jak se Honzík učil latinsky / Jak se Honza učil latinsky | Hoe Jan Latijn leerde                                             |
| O labuti                                                 | Over de Zwaan                                                     |
| Divotvorná harfa                                         | De wonderharp                                                     |
| O zakletém hadovi                                        | Over de vervloekte slang                                          |
| Jak Jaromil ke štěstí přišel                             | Hoe Jaromil tot geluk kwam                                        |

### Slowaakse sprookjes en legendes (1857-1858)
Němcová geraakte in aanraking met de Slowaakse folklore tijdens haar bezoeken aan Slowakije. Deze verhalen heeft ze gepubliceerd tussen 1857 en 1858. Hier zijn een aantal van haar bekendste sprookjes. Tijdens de laatste tien jaar van haar leven wilde Němcová ook graag sprookjes uit andere Slavische culturen opnemen in haar werk. Zo heeft ze onder andere sprookjes vertaald vanuit het Sloveens, Servisch en het Bulgaars naar het Tsjechisch. Het idee om een set van Slavische sprookjes te publiceren is nooit gerealiseerd.
| Originele Tsjechische titel | vertaling                         |
| --------------------------- | --------------------------------- |
| O dvanácti měsíčkách        | Over de twaalf manen              |
| Sůl nad zlato               | Meer zout dan goud                |
| O bačovi a šarkanu          | Over de draak en de schaapsherder |

### Romans
Na het overlijden van haar oudste zoon Hynek heeft Němcová haar magnum opus Babička geschreven. Dit boek heeft haar postuum haar roem gebracht.
| Datum | Originele Tsjechische titel | vertaling   |
| ----- | --------------------------- | ----------- |
| 1855  | Babička                     | Grootmoeder |
| 1855  | Pohorská vesnice            | Bergdorp    |

### Nederlandse vertalingen
Uit het oeuvre van Němcová zijn twee boeken vertaald naar het Nederlands: Grootmoeder (Babička) en De Schoolmeester (Pan učitel). Grootmoeder is op 23 mei 2014 uitgegeven door uitgeverij Donker en is vertaald door Kees Mercks. De Schoolmeester is op 17 januari 2020 uitgegeven door uitgeverij Douane. Het boek is vertaald door Irma Pieper.

## Verfilmingen
- Tři oříšky pro Popelku (Drie hazelnoten voor Assepoester)

## Galerij

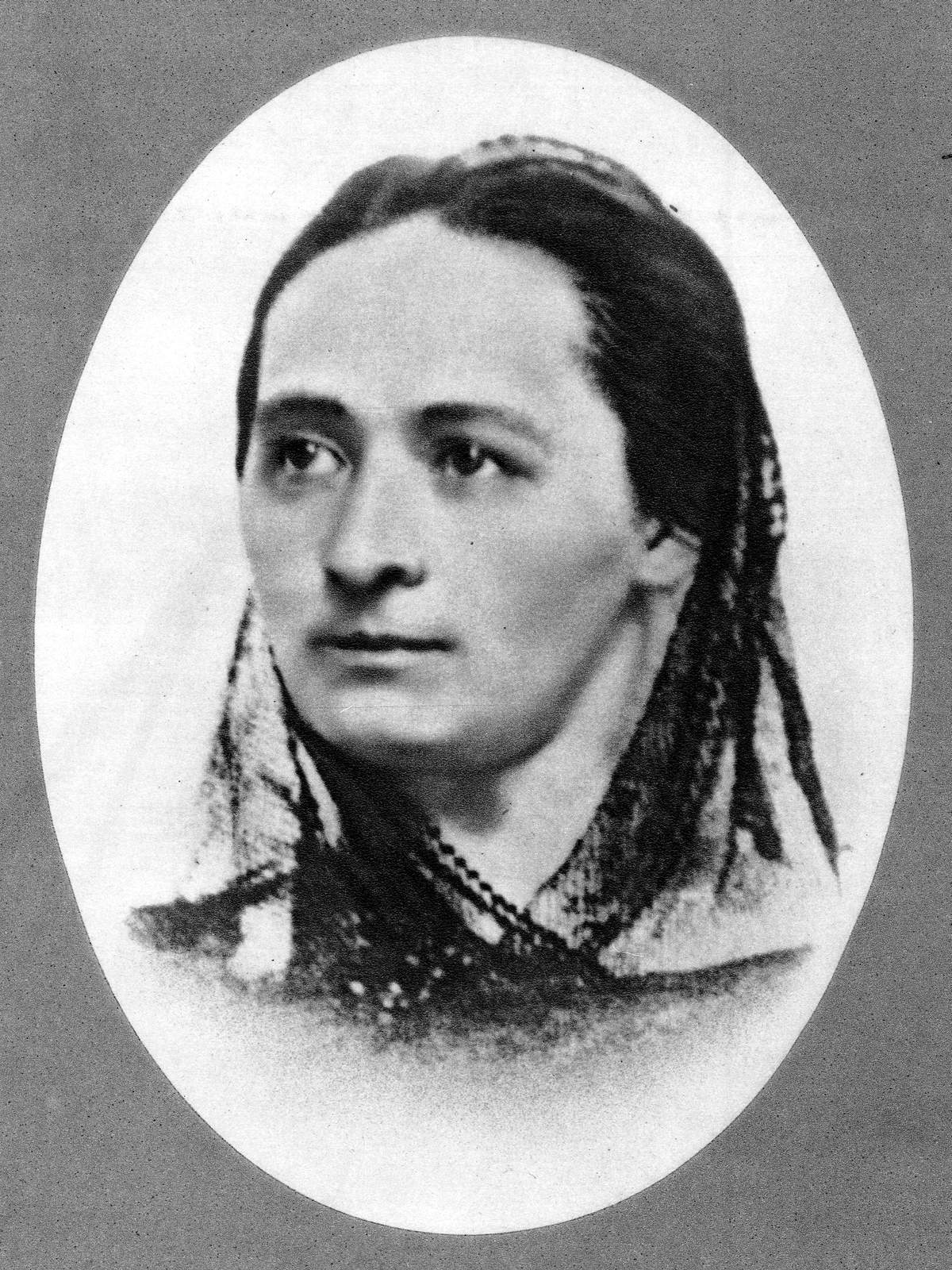
Daguerreotypie van Božena Němcová, omstreeks 1854
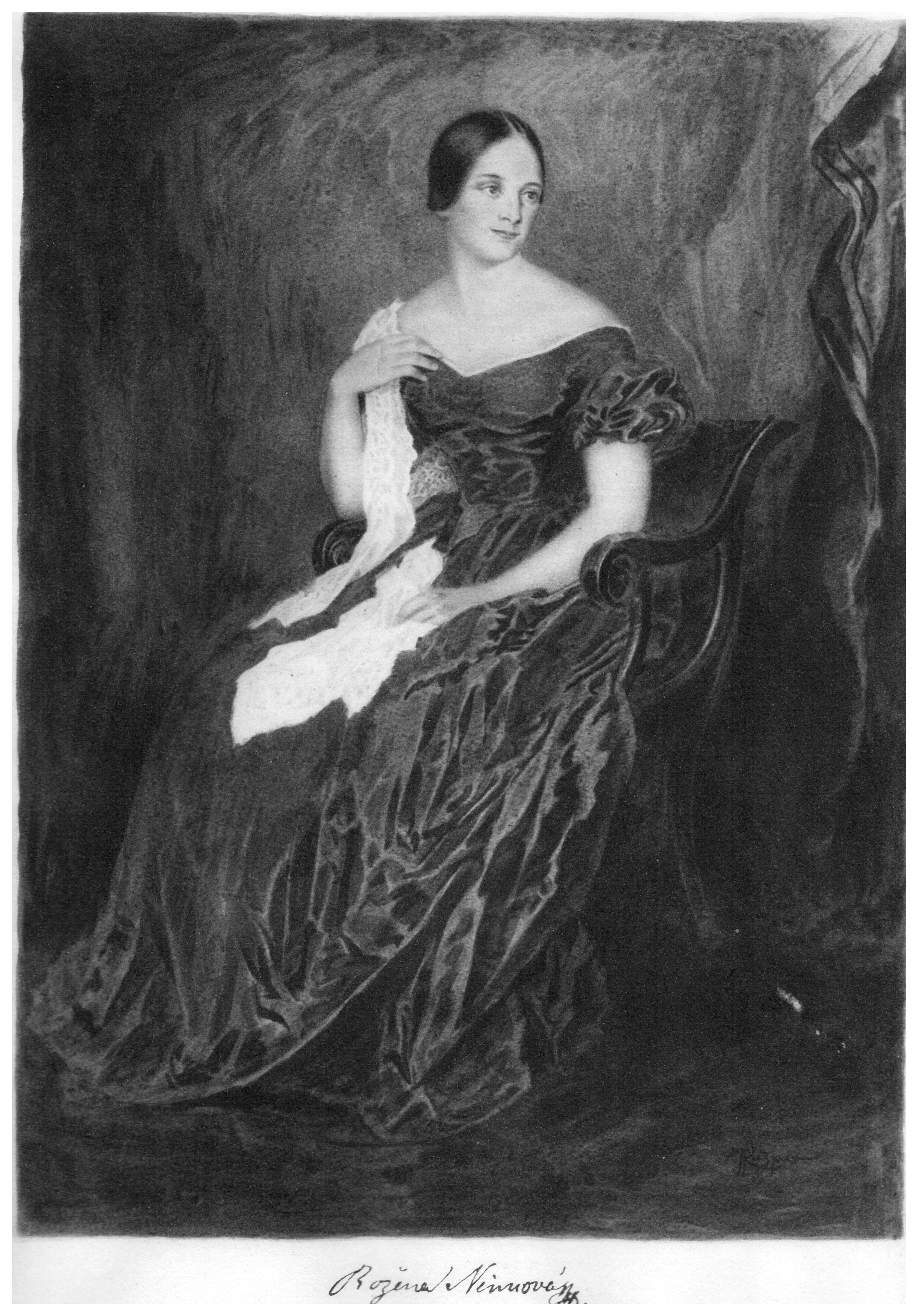
Portret, omstreeks 1853
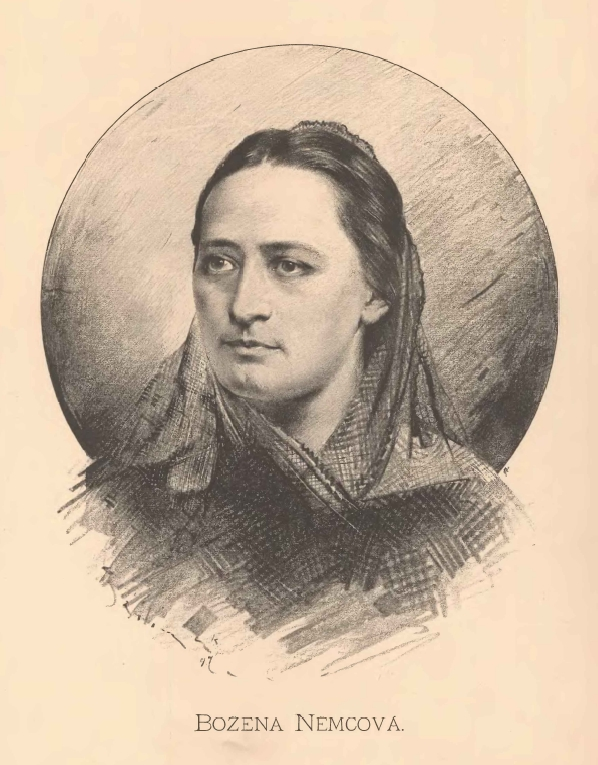
Gravure, datum onbekend
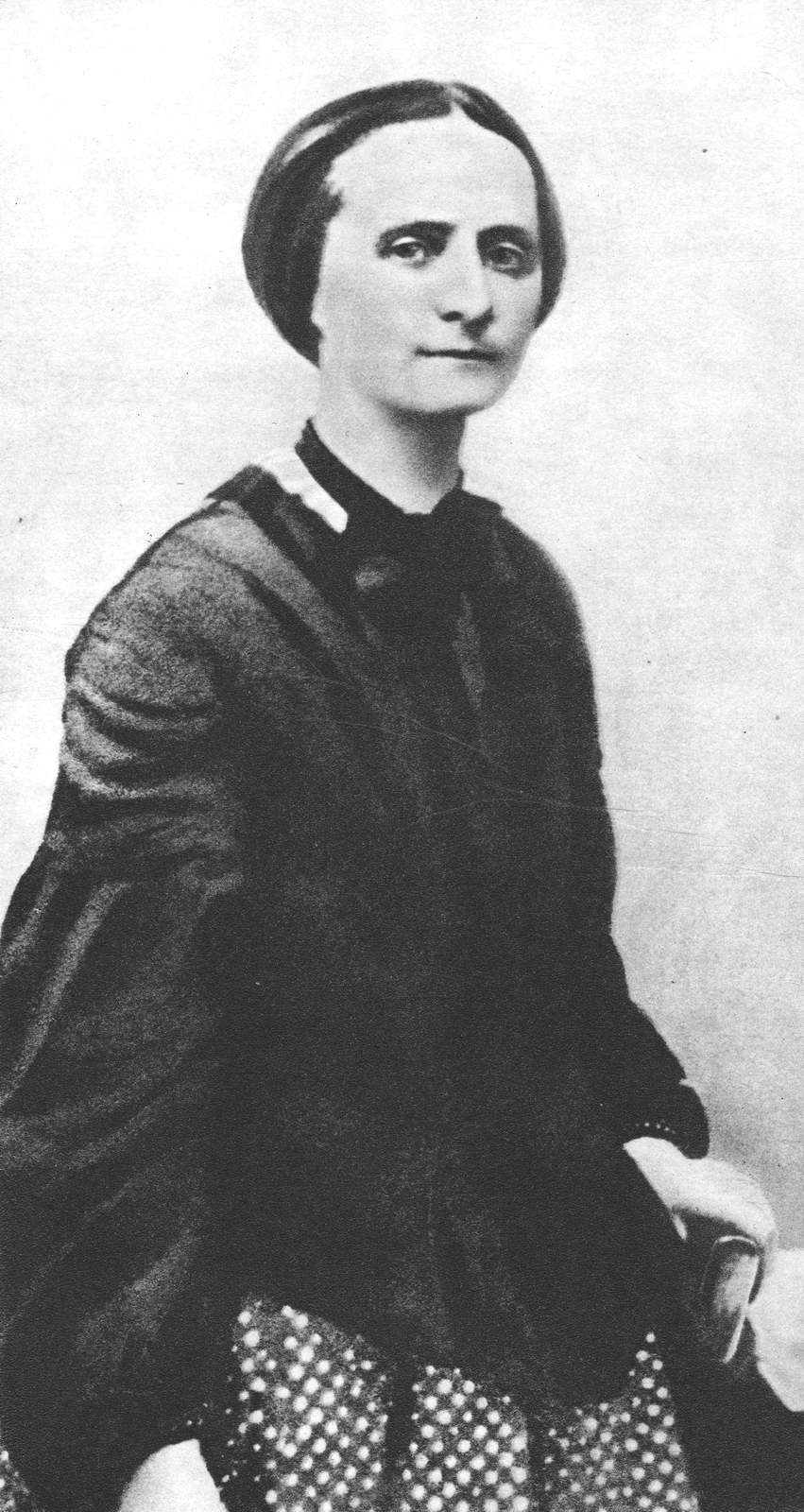
Een van de laatste foto's van Božena Němcová, omstreeks 1860